# Гутин (станция метро)
«Гутин» (англ. Guting; кит. 古亭) — пересадочный узел Тайбэйского метрополитена, связывающий Оранжевую и Зелёную линии. Находится на территории районов Чжунчжен и Даань. Станция «Гутин» была открыта 24 декабря 1998 года в составе участка «Мемориальный зал Чан Кайши» — «Наньшицзяо» (Оранжевая линия). 11 ноября 1999 года был открыт участок «Гутин» — «Синьдянь» (Зелёная линия), и станция «Гутин» превратилась в пересадочный узел. Зелёная и Оранжевая линии являлись продолжениями Красной линии, и между ними было организовано вилочное движение. После продления Оранжевой, Красной и Зелёной линий в 2012, 2013 и 2014 годах соответственно вилочное движение было ликвидировано. Станция «Гутин» Оранжевой линии располагается между станциями «Дунмэнь» и «Динси», а Зелёной линии — между станциями «Мемориальный зал Чан Кайши» и «Строение Тайдянь». Поезда Красной линии на станцию Гутин больше не заезжают.

## Техническая характеристика
«Гутин» — двухъярусная пересадочная однопролётная станция. На верхний ярус прибывают поезда в сторону станций «Лучжоу», «Хуэйлун» и «Суншань». На нижний ярус прибывают поезда в сторону станций «Синьдянь» и «Наньшицзяо».  На станции были установлены автоматические платформенные ворота.

## Перспективы
В будущем линии Чжунхэ и Синьдянь будут продлены, вилочное движение — ликвидировано, и все пути будут задействованы.